# Тасдорф
Тасдорф (нім. Tasdorf) — громада в Німеччині, розташована в землі Шлезвіг-Гольштейн. Входить до складу району Плен. Складова частина об'єднання громад Бокгорст-Ванкендорф.
Площа — 5,1 км2. Населення становить 342 ос. (станом на 31 грудня 2020).